# Brontispa limbata
Brontispa limbata is een keversoort uit de familie bladkevers (Chrysomelidae). De wetenschappelijke naam van de soort werd in 1876 als Cryptonychus limbatus gepubliceerd door Charles Owen Waterhouse.